# Antoni Ditrych
Antoni Ditrych (ur. 4 czerwca 1818 w Raniżowie - zm. 20 listopada 1881 w Korczynie) – ksiądz rzymskokatolicki, poseł na Sejm Krajowy Galicji i do austriackiej Rady Państwa.
Urodził się w rodzinie urzędnika Kamery. Ukończył gimnazjum we Lwowie i seminarium duchowne w Przemyślu. W 1840 otrzymał święcenia kapłańskie. Od tego roku pracował jako wikariusz katedralny w Przemyślu. W latach 1844–1853 był kapelanem wojskowym, Następnie katecheta w liceum wojskowym we Lwowie (1853-1855). Potem był proboszczem  w Korczynie w pow. krośnieńskim (16 września 1855 - 20 listopada 1881).
Poseł do Sejmu Krajowego Galicji II kadencji (1867–1869), Wybrany w IV kurii obwodu Sanok, z okręgu wyborczego nr 56 Dukla-Krosno-Żmigród. 
Poseł do austriackiej Rady Państwa II kadencji (20 maja 1867 - 08 listopada 1869 i 11 grudnia 1869 - 31 marca 1870), wybrany przez Sejm z kurii XIV – jako delegat z grona posłów wiejskich okręgów: Sanok, Lesko, Dobromil, Dubiecko, Dukla. W parlamencie austriackim był członkiem Koła Polskiego. 